# 田家楼遗址
田家楼遗址，位于山东省潍坊市安丘市大盛镇田家楼村，是中华人民共和国山东省文物保护单位之一。
1992年6月12日，授予山东省文物保护单位，是一座古遗址。